# Olli Malmivaara
Olli Heikki Juhani Malmivaara, född 13 mars 1982 i Kajana, Finland, är en finländsk före detta professionell ishockeyspelare. Hans moderklubb är Haukat.

## Extern länk
- Presentation och statistik för Olli Malmivaara som spelare  på Elite Prospects.